# Charmeil
Charmeil est une commune française située dans le département de l'Allier, en région Auvergne-Rhône-Alpes.
Incluse dans l'aire d'attraction de Vichy, la commune est peuplée de 967 habitants en 2022, appelés les Charmeillois et les Charmeilloises.

## Géographie

### Localisation
Charmeil est située au sud-est du département de l'Allier, dans l'arrondissement de Vichy et, depuis fin mars 2015, du canton de Vichy-1.
À vol d'oiseau, elle est à 4 km au nord-ouest du chef-lieu d'arrondissement Vichy et à 45,6 km au sud de la préfecture Moulins.

#### Communes limitrophes
Six communes sont limitrophes de Charmeil :
|                   | Saint-Rémy-en-Rollat |                   |
| Vendat            | Charmeil             | Creuzier-le-Vieux |
| Espinasse-Vozelle | Bellerive-sur-Allier | Vichy             |

### Géologie et relief
La superficie de la commune est de 740 hectares ; son altitude varie de 243 à 311 mètres. La station météo est à 249 mètres d'altitude.

### Hydrographie

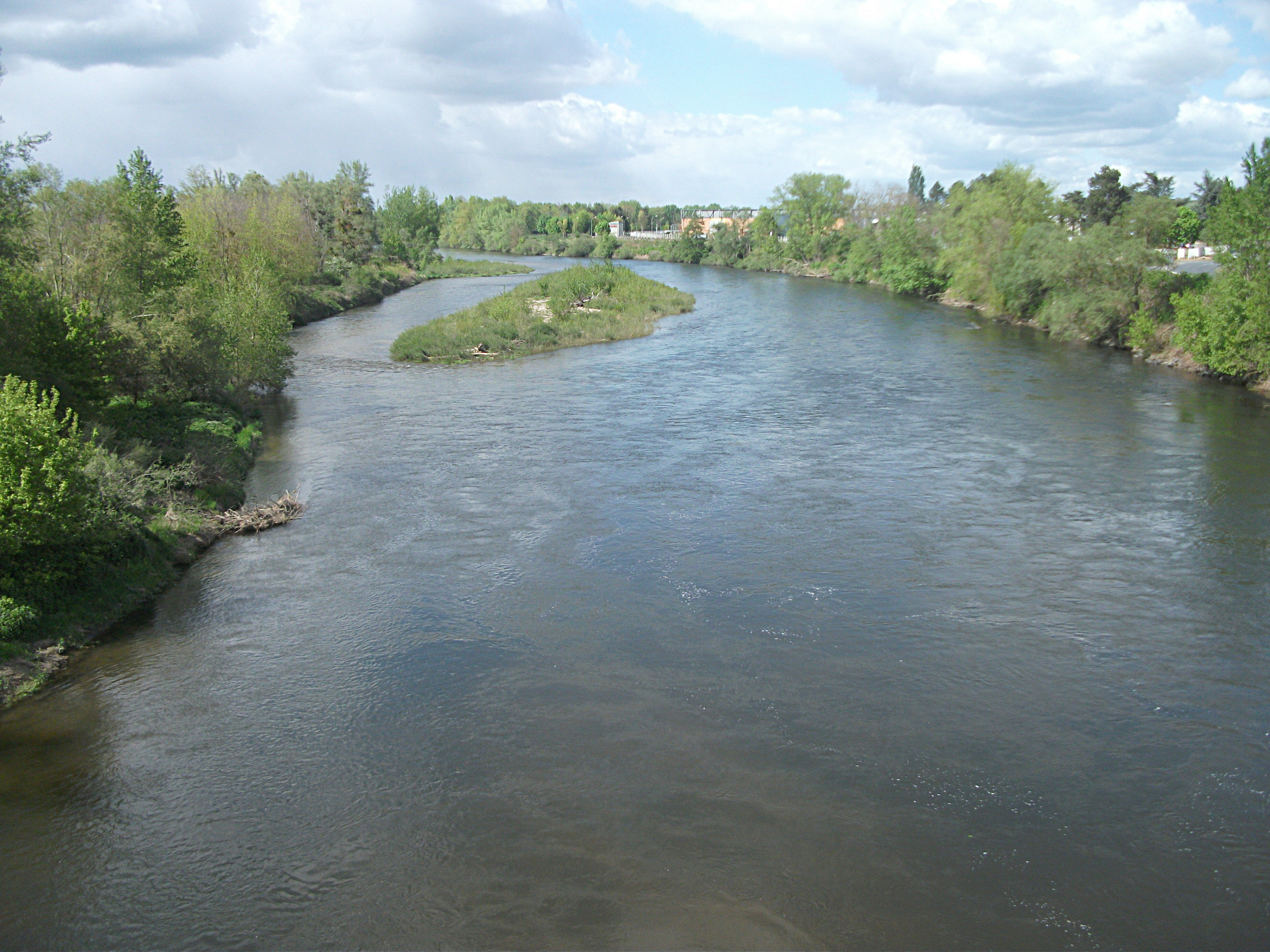
La rivière Allier depuis le pont Boutiron, à l'est de la commune.

La commune est bordée à l'est par la rivière Allier, coulant du sud vers le nord : elle est donc en rive gauche.
Le Béron, principal affluent traversant la commune d'ouest en est, prend sa source près de la route départementale 984 entre Biozat et Brugheas, et se jette dans la rivière Allier au sud des pistes de l'aéroport. Sa longueur est de 16,4 km. Ce ruisseau comprend un affluent, la Goutte de la Fontaine, long de 6,4 km, prenant sa source à Espinasse-Vozelle, ainsi qu'un sous-affluent appelé la Goutte Jeanton, long de 3,9 km.

### Climat
Pour des articles plus généraux, voir Climat d'Auvergne-Rhône-Alpes et Climat de l'Allier.
En 2010, le climat de la commune est de type climat océanique dégradé des plaines du Centre et du Nord, selon une étude du CNRS s'appuyant sur une série de données couvrant la période 1971-2000. En 2020, Météo-France publie une typologie des climats de la France métropolitaine dans laquelle la commune est exposée à un climat de montagne ou de marges de montagne et est dans une zone de transition entre les régions climatiques « Centre et contreforts nord du Massif Central » et « Nord-est du Massif Central ».
Pour la période 1971-2000, la température annuelle moyenne est de 11,3 °C, avec une amplitude thermique annuelle de 16,5 °C. Le cumul annuel moyen de précipitations est de 771 mm, avec 10,1 jours de précipitations en janvier et 7,4 jours en juillet. Pour la période 1991-2020, la température moyenne annuelle observée sur la station météorologique installée sur la commune est de 11,7 °C et le cumul annuel moyen de précipitations est de 769,1 mm,. Pour l'avenir, les paramètres climatiques de la commune estimés pour 2050 selon différents scénarios d'émission de gaz à effet de serre sont consultables sur un site dédié publié par Météo-France en novembre 2022.
| Mois                                  | jan.             | fév.            | mars           | avril           | mai             | juin            | jui.            | août           | sep.            | oct.          | nov.             | déc.             | année      |
| ------------------------------------- | ---------------- | --------------- | -------------- | --------------- | --------------- | --------------- | --------------- | -------------- | --------------- | ------------- | ---------------- | ---------------- | ---------- |
| Température minimale moyenne (°C)     | 0,1              | −0,1            | 2              | 4,2             | 8,2             | 11,8            | 13,6            | 13,4           | 9,8             | 7,4           | 3,2              | 0,8              | 6,2        |
| Température moyenne (°C)              | 4                | 4,6             | 7,8            | 10,5            | 14,4            | 18,1            | 20,2            | 20,1           | 16,2            | 12,6          | 7,5              | 4,6              | 11,7       |
| Température maximale moyenne (°C)     | 7,9              | 9,3             | 13,6           | 16,7            | 20,6            | 24,5            | 26,8            | 26,9           | 22,5            | 17,8          | 11,9             | 8,3              | 17,2       |
| Record de froid (°C) date du record   | −26,9 05.01.1971 | −24 05.02.1963  | −13,3 01.03.05 | −7,3 08.04.03   | −4,2 01.05.1976 | −0,2 04.06.1962 | 3,7 04.07.1979  | 1,7 26.08.1966 | −2 27.09.1972   | −9 30.10.1997 | −11,3 23.11.1998 | −18,5 28.12.1962 | −26,9 1971 |
| Record de chaleur (°C) date du record | 19,2 16.01.1947  | 25,7 28.02.1960 | 27 31.03.21    | 30,8 16.04.1949 | 33,5 28.05.17   | 39,7 27.06.19   | 41,2 31.07.1983 | 40,6 12.08.03  | 36,4 17.09.1987 | 31,1 09.10.23 | 26,2 08.11.15    | 21,7 16.12.1989  | 41,2 1983  |
| Ensoleillement (h)                    | 715              | 966             | 1 561          | 1 808           | 2 044           | 2 245           | 2 542           | 2 448          | 1 899           | 1 275         | 802              | 612              | 18 916     |
| Précipitations (mm)                   | 48,1             | 37,5            | 43,5           | 68,5            | 88,4            | 72,7            | 75,7            | 76,1           | 68,3            | 70,2          | 70,1             | 50               | 769,1      |

### Milieux naturels et biodiversité
Deux zones naturelles d'intérêt écologique, faunistique et floristique (ZNIEFF) couvrent une partie du territoire communal :
- la ZNIEFF « Val d'Allier Vichy - Pont de Chazeuil », de type 1 : Charmeil se situe en amont de cette zone[17] ;
- la ZNIEFF « Lit majeur de l'Allier moyen », de type 2[18].

## Urbanisme

### Typologie
Au 1er janvier 2024, Charmeil est catégorisée commune rurale à habitat dispersé, selon la nouvelle grille communale de densité à 7 niveaux définie par l'Insee en 2022.
Elle appartient à l'unité urbaine de Vichy, une agglomération intra-départementale dont elle est une commune de la banlieue,. Par ailleurs la commune fait partie de l'aire d'attraction de Vichy, dont elle est une commune de la couronne,. Cette aire, qui regroupe 50 communes, est catégorisée dans les aires de 50 000 à moins de 200 000 habitants,.

### Occupation des sols

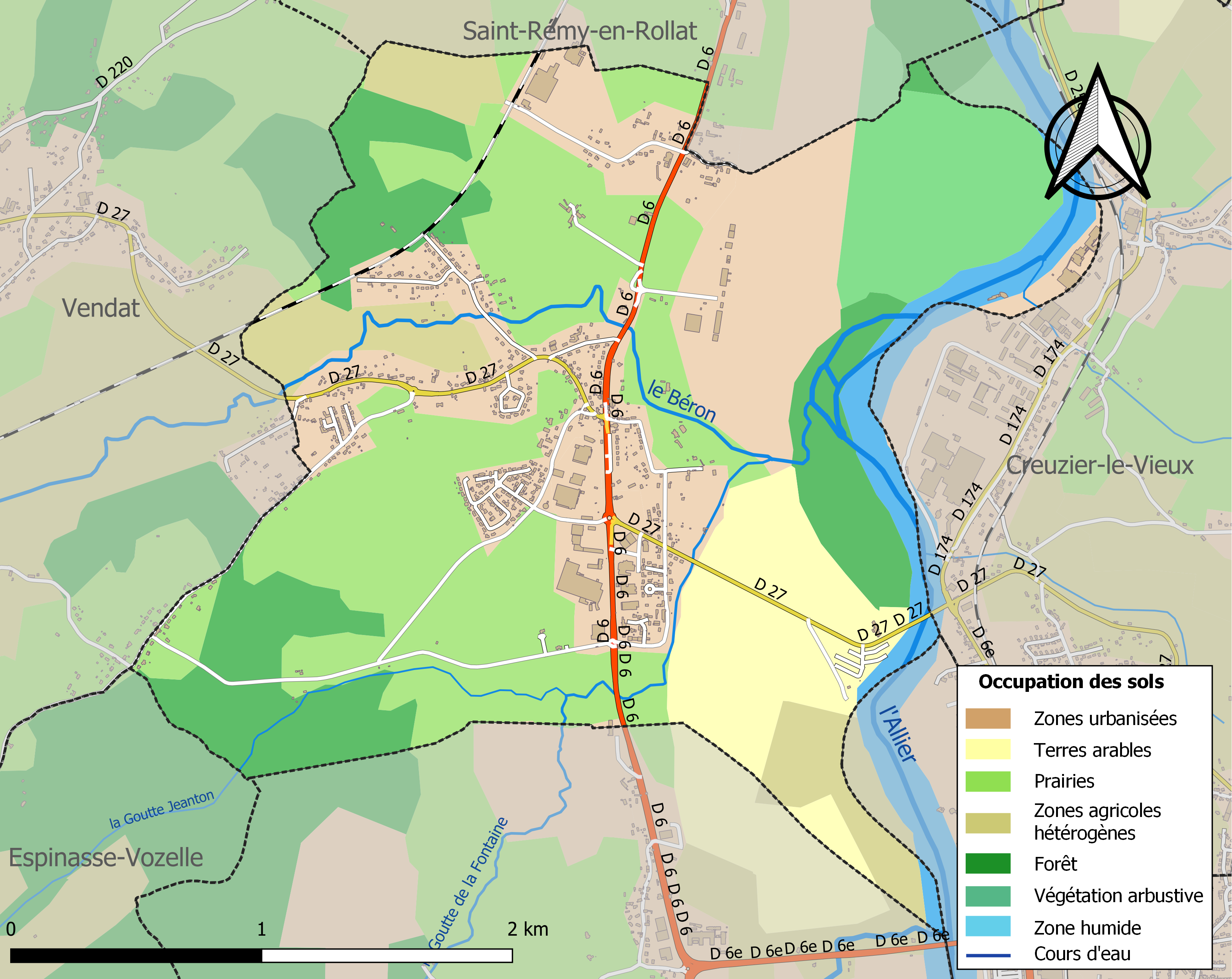
Carte des infrastructures et de l'occupation des sols de la commune en 2018 (CLC).

L'occupation des sols de la commune, telle qu'elle ressort de la base de données européenne d’occupation biophysique des sols Corine Land Cover (CLC), est marquée par l'importance des territoires agricoles (45,6 % en 2018), en diminution par rapport à 1990 (51,7 %). La répartition détaillée en 2018 est la suivante : prairies (29,2 %), zones industrielles ou commerciales et réseaux de communication (16,2 %), forêts (15,1 %), zones urbanisées (11,5 %), terres arables (9,5 %), milieux à végétation arbustive et/ou herbacée (7,4 %), zones agricoles hétérogènes (6,9 %), eaux continentales (4,3 %).
L'IGN met par ailleurs à disposition un outil en ligne permettant de comparer l’évolution dans le temps de l’occupation des sols de la commune (ou de territoires à des échelles différentes). Plusieurs époques sont accessibles sous forme de cartes ou photos aériennes : la carte de Cassini (XVIIIe siècle), la carte d'état-major (1820-1866) et la période actuelle (1950 à aujourd'hui).

### Lieux-dits, hameaux et écarts
La commune est composée de « dix-neuf hameaux : Champ-Long, les Chassaings, le Château de Charmeil, Charpenton, la Citadelle, la Crèche, la Croix Saint-Fiacre, la Cure, les Forestiers, la Font du Port, Marsena, Mirabelle, le Monet, la Montée du Loup, le Moulin, les Plaix, les Petites Varennes, les Routiers, la Vignouse ».

### Morphologie urbaine
La commune compte 75,3 hectares d'espaces habités. 133,5 ha sont réservés à l'usage économique, ce qui représente d'ailleurs le plus vaste espace de l'agglomération.
Le quartier commercial se situe autour de la route départementale 6.

### Logement
En 2018, la commune comptait 433 logements, contre 355 en 2013 et 311 en 2008. Parmi ces logements, 92,2 % étaient des résidences principales, 0,7 % des résidences secondaires et 7,1 % des logements vacants. Ces logements étaient pour 97,6 % d'entre eux des maisons individuelles et pour 2,1 % des appartements.
La proportion des résidences principales, propriétés de leurs occupants était de 80,2 %, en hausse sensible par rapport à 2013 (78,3 %). La part de logements HLM loués vides était de 7 % (contre 8,8 %).

### Planification de l'aménagement
La loi SRU du 13 décembre 2000 a incité fortement les communes à se regrouper au sein d'un établissement public, pour déterminer les parties d'aménagement de l'espace au sein d'un schéma de cohérence territoriale (SCoT), un document essentiel d'orientation stratégique des politiques publiques à une grande échelle. La commune est dans le territoire du SCoT de Vichy Communauté, approuvé sur le périmètre des 23 communes de l'ancienne communauté d'agglomération de Vichy Val d'Allier le 18 juillet 2013.
En matière de planification, la commune dispose d'un plan local d'urbanisme approuvé par le conseil communautaire le 14 juin 2018.

### Projets d'aménagement
La commune prévoit d'aménager un cœur de bourg, en acquérant deux bâtiments.

### Voies de communication et transports

#### Voies routières
Le territoire communal est traversé par deux routes départementales :
- la RD 6, reliant Saint-Pourçain-sur-Sioule et le nord du département à l'agglomération vichyssoise ;
- la RD 27, reliant Cusset à Vendat et à Escurolles.

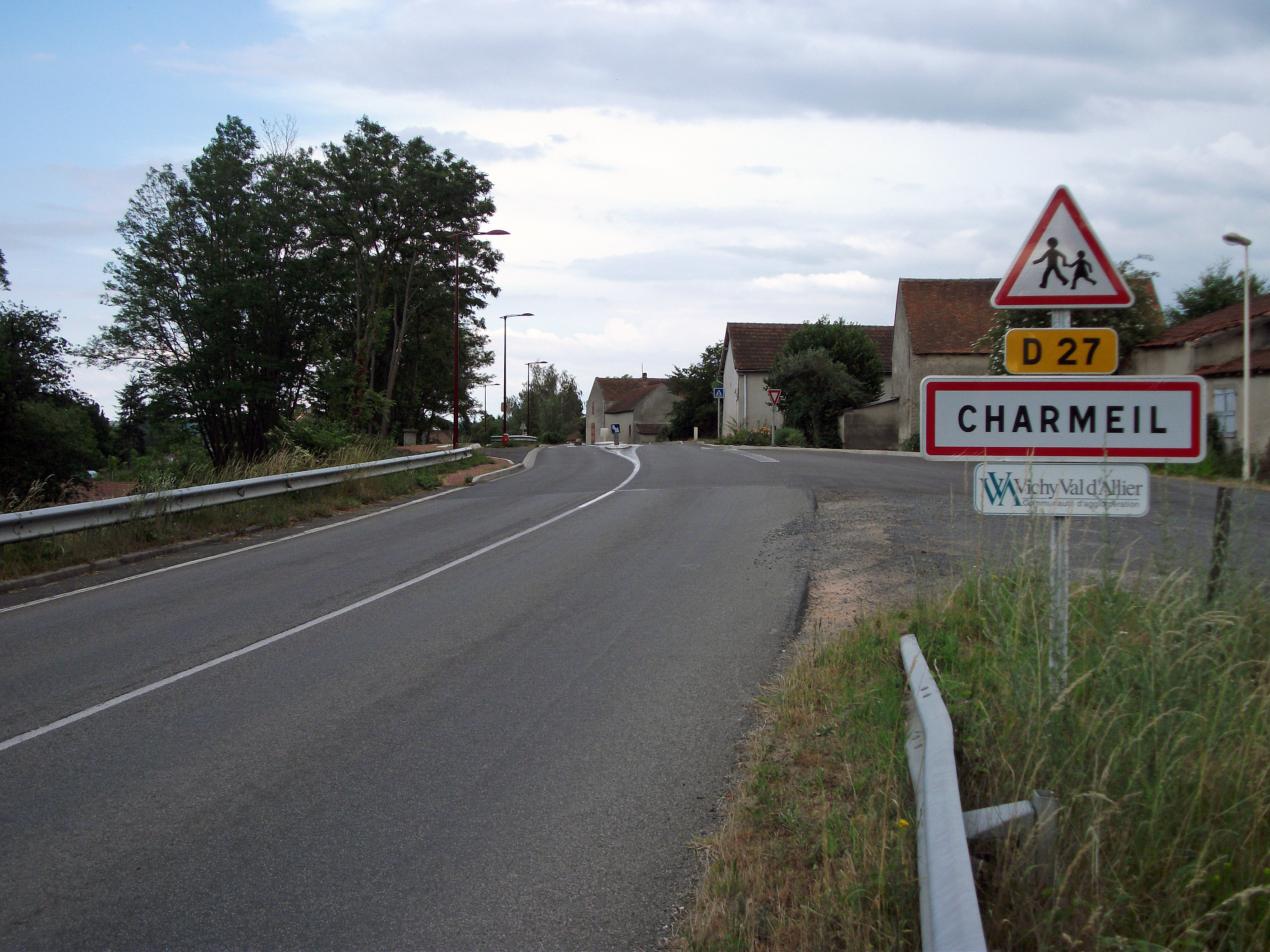
Entrée en provenance de Vendat (D 27).
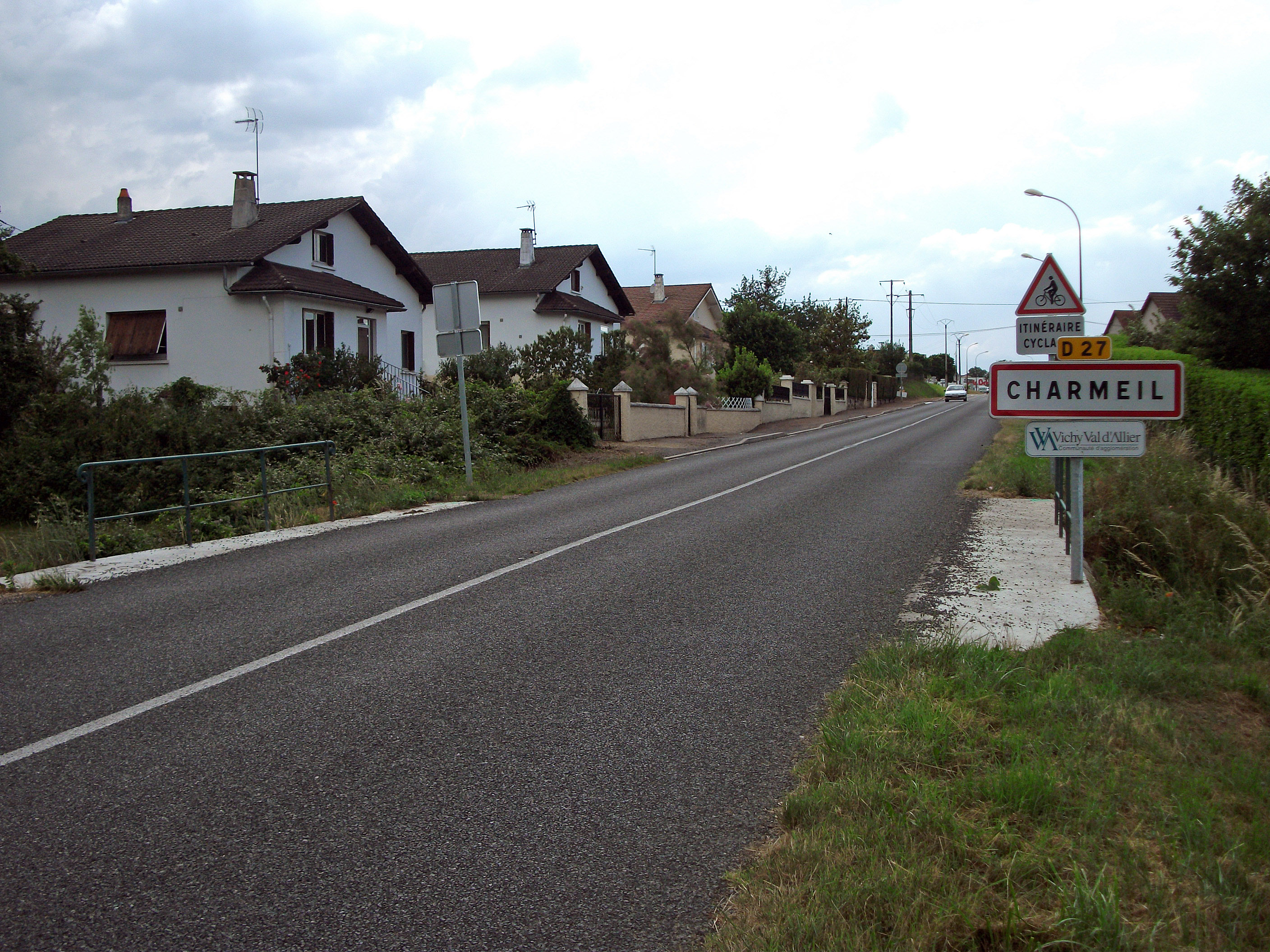
Entrée depuis le pont Boutiron (D 27).
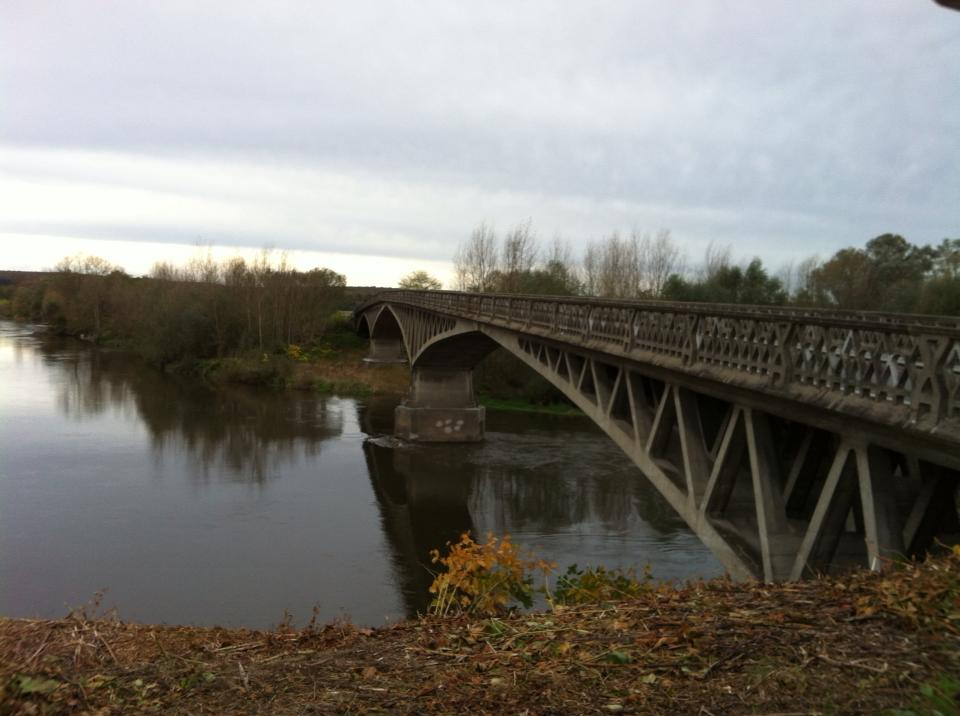
Pont Boutiron (depuis la rive opposée).

#### Transports en commun
Charmeil n'est desservie par aucune des lignes de bus du réseau urbain MobiVie. Deux services de transport à la demande sont proposés par la communauté d'agglomération Vichy Communauté : Mobival et Mobil'hand, accessibles sur réservation et permettant des correspondances avec les lignes régulières du réseau de bus.

#### Transports ferroviaires
La ligne de Saint-Germain-des-Fossés à Nîmes-Courbessac passe au nord-ouest de la commune. La gare la plus proche est à Vichy.

#### Transports aériens
C'est sur cette commune que l'aéroport de Vichy-Charmeil est implanté.

#### Aménagements cyclables

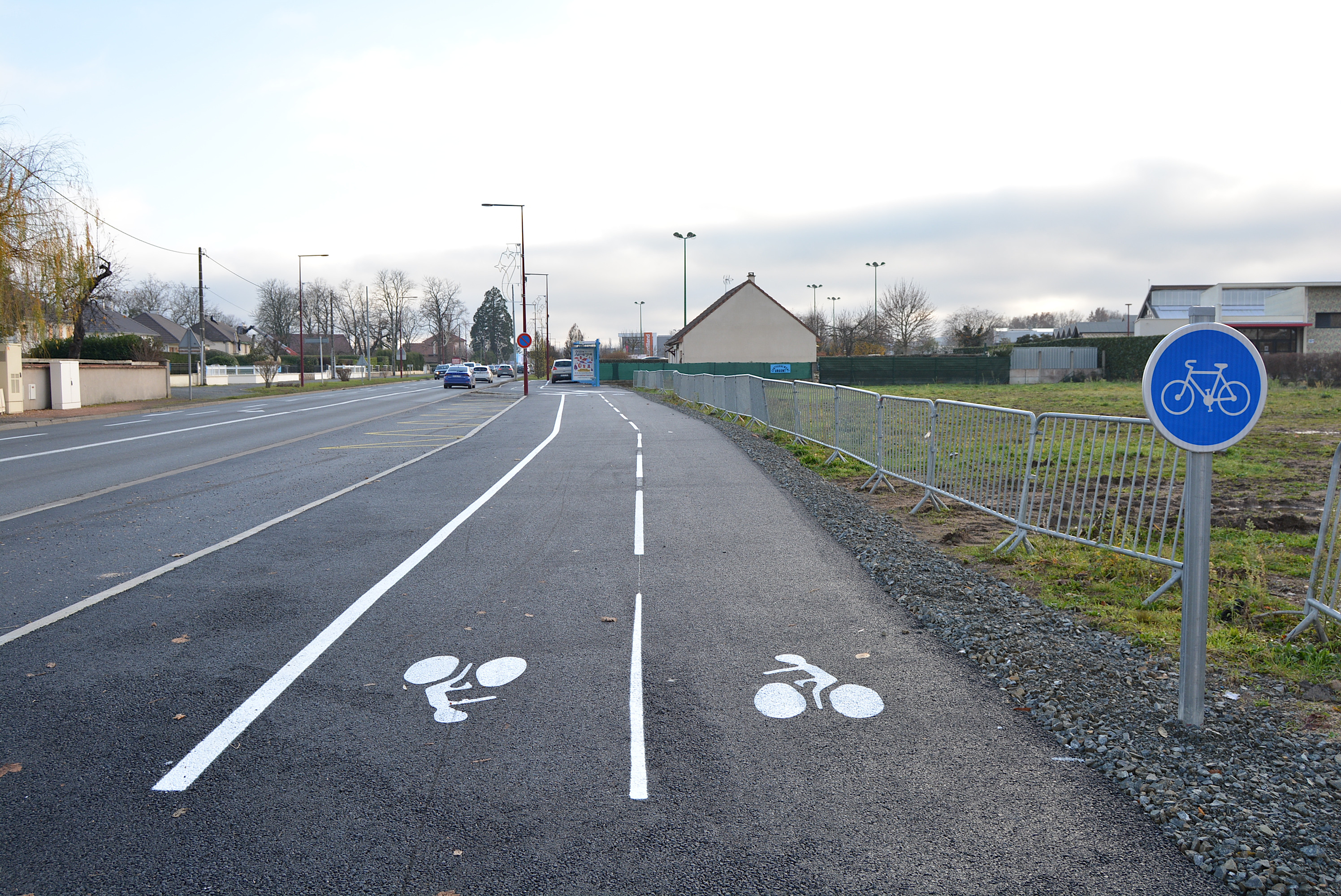
Une piste cyclable a été créée entre Charmeil et Vichy en 2023.

Une piste cyclable a été aménagée entre le centre-ville de Charmeil et le CREPS Auvergne-Rhône-Alpes de Vichy en 2023, par la communauté d'agglomération Vichy Communauté, qui a investi 1,2 million d'euros pour sa réalisation avec l'aide de l'État. Cet aménagement, inauguré le 16 décembre 2023, est situé sur un axe à fort trafic (la route départementale 6) et dessert « une zone économique importante ».

## Toponymie

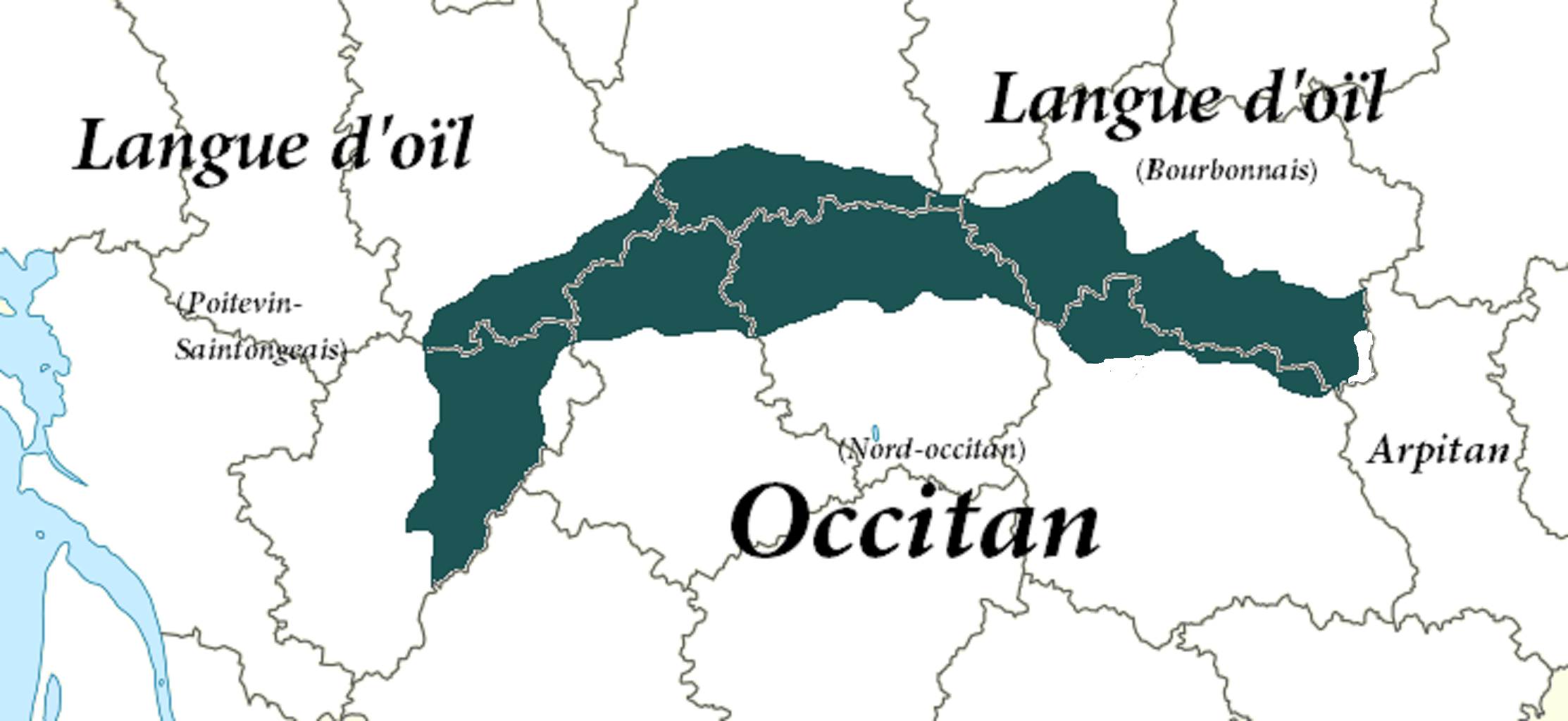
Aire linguistique du Croissant selon lAtlas sonore des langues régionales (CNRS, 2022). Vichy et sa région forme la deuxième plus grande agglomération du Croissant.

L'origine du nom de la commune est gallo-romaine, avec l'existence supposée d'une villa Chamerliacum. Il est fait mention de Chamerliacus en 1380, puis de Charmeilh en 1449 puis Charmais et Charmet en 1692.
Le nom en bourbonnais du Croissant est Charmelh / Chalmelh.
Charmeil vient de carpinos « charme » et de ialos « clairière »,.

## Histoire
Une importante officine de potiers est découverte au lieu-dit La Goutte.
Le 31 mai 1856, une crue de la rivière Allier, qui emporte le pont Boutiron, touche une partie de la commune et détruit le port, situé dans une boucle de la rivière, lequel ne sera pas reconstruit.

## Politique et administration

### Découpage territorial
La commune de Charmeil est membre de la communauté d'agglomération Vichy Communauté, un établissement public de coopération intercommunale (EPCI) à fiscalité propre créé le 1er janvier 2017 dont le siège est à Vichy. De 2001 à 2016, elle faisait partie de la communauté d'agglomération de Vichy Val d'Allier.
Sur le plan administratif, elle est rattachée à l'arrondissement de Vichy (depuis 1941 ; elle dépendait auparavant du district de Gannat en 1793 puis de l'arrondissement de Gannat en 1801 et de Lapalisse en 1926), à la circonscription administrative de l'État de l'Allier et à la région Auvergne-Rhône-Alpes. Elle faisait partie du canton d'Escurolles de 1793 à mars 2015.
Sur le plan électoral, elle dépend du canton de Vichy-1 pour l'élection des conseillers départementaux, depuis le redécoupage cantonal de 2014 entré en vigueur en 2015, et de la troisième circonscription de l'Allier pour les élections législatives, depuis le dernier découpage électoral de 2010 (quatrième circonscription avant 2010).

### Élections municipales et communautaires

#### Élections de 2020
Le conseil municipal de Charmeil, commune de moins de 1 000 habitants au recensement de 2017 (983 habitants), est élu au scrutin majoritaire plurinominal à deux tours avec candidatures isolées ou groupées et possibilité de panachage. Compte tenu de la population communale, le nombre de sièges à pourvoir lors des élections municipales de 2020 est de 15. Sur les trente candidats en lice, quinze sont élus dès le premier tour, le 15 mars 2020, avec un taux de participation de 58,92 %.
Le 23 mai 2020, le conseil municipal a élu Franck Gonzales, maire, et désigné trois adjoints,.
| Période                                  | Période                       | Identité               | Étiquette | Qualité                                                                                              |
| ---------------------------------------- | ----------------------------- | ---------------------- | --------- | --- |
| Les données manquantes sont à compléter. |                               |                        |           | |
| 1965                                     | 1990                          | Robert Chopard         |           | |
| 18 décembre 1990                         | 4 avril 2014                  | Andrée-Claude Petillat |           | |
| 4 avril 2014                             | En cours (au 7 novembre 2021) | Franck Gonzales        | DVD       | Gérant Vice-président de la communauté d'agglomération Conseiller départemental depuis décembre 2024 |

### Finances locales
Pour l'année 2019, le budget de la commune s'élevait à 1 039 521 € en fonctionnement et à 2 084 735 € en investissement.
Les taxes locales pour la commune sont les suivantes :
- taxe d'habitation : 8 % ;
- foncier bâti : 8 % ;
- foncier non bâti : 23,49 %.

Ces taux sont largement inférieurs aux moyennes départementale et nationale.

## Équipements et services publics

### Politique environnementale
La collecte des déchets est assurée par le SICTOM Sud Allier. Une déchèterie est implantée sur le territoire communal.
L'assainissement collectif est géré par la communauté d'agglomération. La commune possède une station d'épuration (Terre des Îles), d'une capacité de 1 000 EH (équivalents habitants), mise en service en 1997 et traitant les boues activées en aération prolongée avec déphosphatation physico-chimique.
Au 31 décembre 2014, la commune possédait un réseau de 13,5 km d'eaux usées, 0,9 km d'eaux unitaires et 11,4 km d'eaux pluviales, ainsi que quatre postes de refoulement télésurveillés.

### Enseignement
Charmeil dépend de l'académie de Clermont-Ferrand.
Les élèves commencent leur scolarité à l'école élémentaire publique. Ils la poursuivent au collège Jules-Ferry de Vichy puis au lycée Albert-Londres de Cusset.

### Justice et sécurité
Sur le plan judiciaire, Charmeil dépend de la cour administrative d'appel de Lyon, de la cour d'appel de Riom, du tribunal administratif de Clermont-Ferrand, du tribunal de proximité de Vichy et des tribunaux judiciaire et de commerce de Cusset.
La commune dépend de la brigade de gendarmerie de Vichy.

## Population et société

### Démographie
Les habitants de la commune sont appelés les Charmeillois et les Charmeilloises.
L'évolution du nombre d'habitants est connue à travers les recensements de la population effectués dans la commune depuis 1793. Pour les communes de moins de 10 000 habitants, une enquête de recensement portant sur toute la population est réalisée tous les cinq ans, les populations de référence des années intermédiaires étant quant à elles estimées par interpolation ou extrapolation. Pour la commune, le premier recensement exhaustif entrant dans le cadre du nouveau dispositif a été réalisé en 2007.

En 2022, la commune comptait 967 habitants, en évolution de +2 % par rapport à 2016 (Allier : −1,38 %, France hors Mayotte : +2,11 %).
| 1793 | 1800 | 1806 | 1821 | 1831 | 1836 | 1841 | 1846 | 1851 |
| ---- | ---- | ---- | ---- | ---- | ---- | ---- | ---- | ---- |
| 278  | 212  | 311  | 324  | 347  | 366  | 370  | 396  | 388  |

| 1856 | 1861 | 1866 | 1872 | 1876 | 1881 | 1886 | 1891 | 1896 |
| ---- | ---- | ---- | ---- | ---- | ---- | ---- | ---- | ---- |
| 394  | 322  | 317  | 294  | 301  | 320  | 306  | 305  | 271  |

| 1901 | 1906 | 1911 | 1921 | 1926 | 1931 | 1936 | 1946 | 1954 |
| ---- | ---- | ---- | ---- | ---- | ---- | ---- | ---- | ---- |
| 277  | 294  | 294  | 256  | 248  | 285  | 279  | 325  | 341  |

| 1962 | 1968 | 1975 | 1982 | 1990 | 1999 | 2006 | 2007 | 2012 |
| ---- | ---- | ---- | ---- | ---- | ---- | ---- | ---- | ---- |
| 708  | 306  | 363  | 562  | 564  | 609  | 710  | 724  | 790  |

| 2017 | 2022 | - | - | - | - | - | - | - |
| ---- | ---- | - | - | - | - | - | - | - |
| 983  | 967  | - | - | - | - | - | - | - |

La population de la commune est relativement moyennement âgée. Le taux de personnes d'un âge supérieur à soixante ans (28,6 %) est supérieur au taux national (26,1 %) mais inférieur au taux départemental (34,6 %).
À l'instar des répartitions nationale et départementale, la population féminine de la commune est supérieure à la population masculine. Toutefois, le taux (50,99 %) est inférieur aux taux national (51,60 %) et départemental (52,05 %).
| Hommes | Classe d’âge | Femmes |
| ------ | ------------ | ------ |
| 0,2    | 90 ans ou +  | 0,4    |
| 6,6    | 75 à 89 ans  | 8,2    |
| 21,2   | 60 à 74 ans  | 20,6   |
| 20,3   | 45 à 59 ans  | 20,4   |
| 18,7   | 30 à 44 ans  | 18,6   |
| 11,8   | 15 à 29 ans  | 14,4   |
| 21,1   | 0 à 14 ans   | 17,6   |

| Hommes | Classe d’âge | Femmes |
| ------ | ------------ | ------ |
| 1,1    | 90 ans ou +  | 2,7    |
| 9,8    | 75 à 89 ans  | 13,4   |
| 20,6   | 60 à 74 ans  | 21,4   |
| 21,2   | 45 à 59 ans  | 20,1   |
| 15,9   | 30 à 44 ans  | 15,2   |
| 15,5   | 15 à 29 ans  | 12,9   |
| 16     | 0 à 14 ans   | 14,3   |

## Économie

### Emploi
En 2018, la population âgée de 15 à 64 ans s'élevait à 602 personnes, parmi lesquelles on comptait 70,5 % d'actifs dont 63,4 % ayant un emploi et 7,2 % de chômeurs.
On comptait 1 118 emplois dans la zone d'emploi. Le nombre d'actifs ayant un emploi résidant dans la zone étant de 384, l'indicateur de concentration d'emploi s'élève à 291,6 %, ce qui signifie que la commune offre près de trois emplois par habitant actif. C'est le taux le plus élevé des vingt-trois communes de l'ancienne communauté d'agglomération de Vichy Val d'Allier.
322 des 384 personnes âgées de 15 ans ou plus (soit 83,9 %) sont des salariés. 22,8 % des actifs travaillent dans la commune de résidence.

### Entreprises et commerces

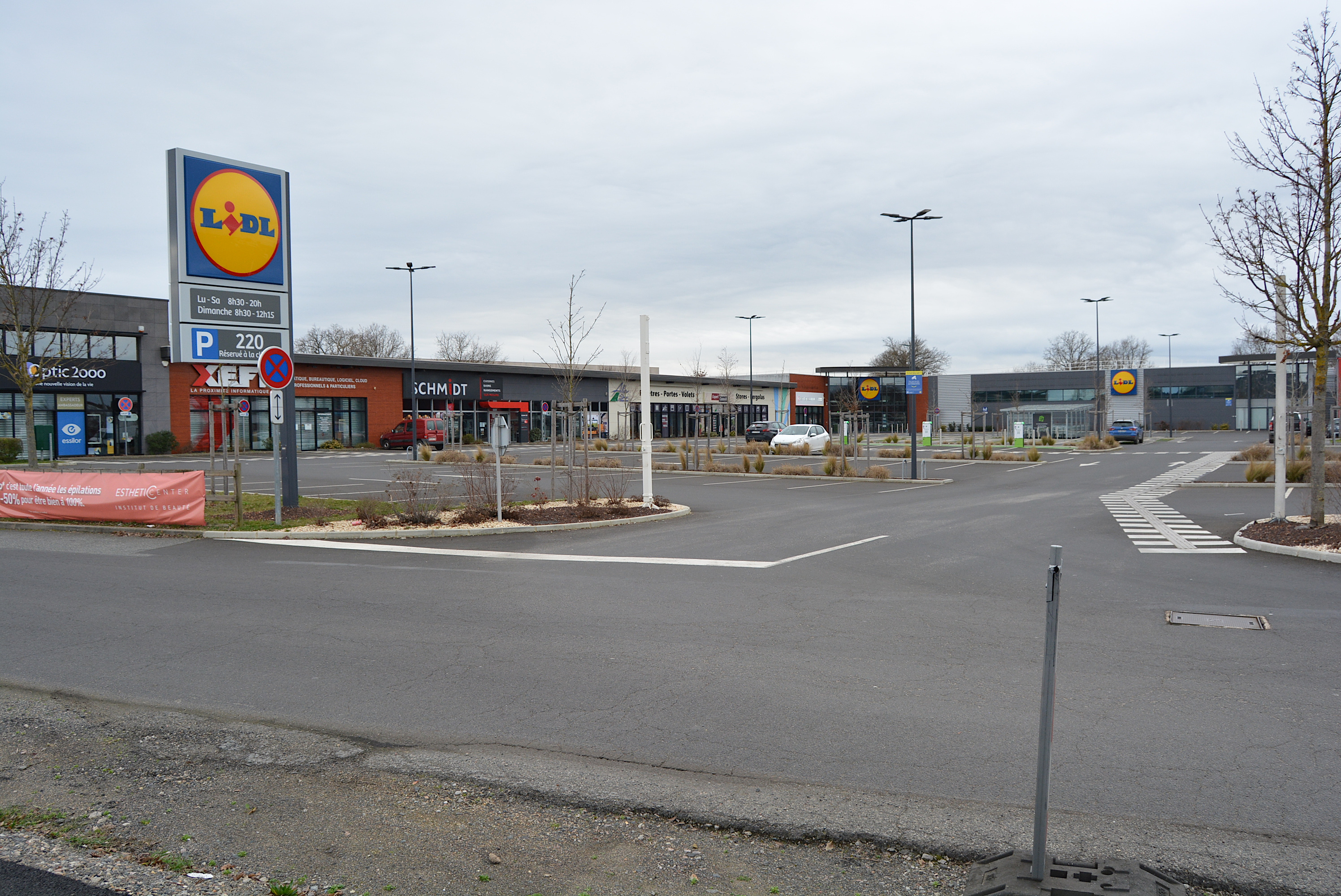
Zone commerciale de Charmeil.

Au 31 décembre 2019, Charmeil comptait 74 unités légales, dont 34 dans le commerce de gros et de détail, les transports, l'hébergement et la restauration, 11 dans la construction et 8 dans l'administration publique, l'enseignement, la santé humaine et l'action sociale.
En outre, elle comptait 100 établissements.
La commune ne compte aucune zone d'activités sur son territoire, mais plusieurs entreprises y sont installées, parmi :
- CTLpack (anciennement CTL Packaging), présente depuis 1989, et « spécialisée dans la fabrication de solutions de packaging de tubes plastiques à haute valeur ajoutée ». Le site de Charmeil emploie 192 personnes et fabrique ces produits pour le compte d'entreprises des secteurs de la cosmétique, de la pharmacie ou de l'alimentation[53] ;
- Valmont France, entreprise spécialisée dans l'éclairage public, créée sous le nom de Sermeto en 1967 et rachetée par le groupe américain Valmont en 1990 ; l'usine de Charmeil fabrique 120 000 mâts en acier pour un chiffre d'affaires de 47 millions d'euros[54]. Elle a notamment fourni l'éclairage de l'autoroute reliant Doha, capitale du Qatar, à l'aéroport international Hamad en 2014[55], ou des tribunes du stade Gabriel-Montpied, stade de football du Clermont Foot 63 en 2021[56].

Une zone commerciale est implantée au sud de la ville, avec de nombreuses enseignes nationales telles que Mr.Bricolage, Jardiland ou Lidl.

## Culture locale et patrimoine

### Lieux et monuments
- Château de Charmeil, qui fut la résidence d'été du maréchal Pétain[57] en 1943 et 1944. Il y reçut deux fois le Generalfeldmarschall Gerd von Rundstedt, commandant des troupes à l'Ouest en juillet et août 1943, les Allemands voulant s'assurer d'une attitude neutre du régime de Vichy dans le cas d'un probable débarquement allié[58]. Une rencontre secrète entre Pierre Laval et le ministre conseiller d'ambassade allemand Rudolf Rahn s'y déroula également en août 1942[59],[60].
- Château de Chassaings[61].
- Château le Tourillon[62], construit à la fin du XIXe siècle[27].
- Église paroissiale Saint-Pierre[63].
- Monument aux morts, place de l'Église[64].
- Pont Boutiron, franchissant la rivière Allier à la limite avec Creuzier-le-Vieux, inscrit aux monuments historiques le 1er octobre 2021[65].

### Personnalités liées à la commune
- Jean Jardin, qui résidait à Charmeil quand il était directeur de cabinet de Pierre Laval, et son fils Pascal Jardin[Note 5].
- Henri Péquet (1888-1974), aviateur. Il fut directeur de l'aéro-club d'Auvergne puis de l'aérodrome de Vichy-Rhue. Une allée donnant accès à l'aéroport porte son nom. Une stèle a été érigée près du bâtiment de l'aéroclub et inaugurée le 7 octobre 2018[66],[67].